# Harold Stark (mathématicien)
Pour les articles homonymes, voir Stark.
Harold Mead Stark (né le 6 août 1939 à Los Angeles) est un mathématicien américain, spécialisé en théorie des nombres.

## Biographie
Après des études à Caltech, il soutient en 1964 sa thèse de doctorat préparée à l'université de Californie à Berkeley avec pour titre « Sur le dixième corps quadratique de nombre de classe un » sous la direction de Derrick Lehmer. En poursuivant ces travaux, complétant notamment la tentative de preuve de Kurt Heegner, Stark obtient en 1967 une solution du problème du nombre de classes, ouvert depuis Gauss,, qui porte aujourd'hui le nom de théorème de Stark-Heegner. Il rejoint alors l'université du Michigan.
En 1968, Stark est recruté au MIT où il travaille sur les fonctions L et propose les conjectures de Stark (en),,,, qui généralisent en un sens la formule du nombre de classes en théorie algébrique des nombres. Ces conjectures, étendues par Tate, sont toujours ouvertes. Il devient boursier de la fondation Sloan en 1968 et visite l'Institute for Advanced Study en 1970-1971. En 1970, Stark est invité à présenter ses travaux au Congrès international des mathématiciens, à Nice.
En 1980, Stark est recruté à l'université de Californie à San Diego, où il est actuellement professeur émérite. Il est élu en 1983 à l'Académie américaine des arts et des sciences, en 2007 à l'Académie nationale des sciences, et en 2012 à l'American Mathematical Society.
Parmi ses doctorants célèbres, on compte notamment Jeffrey Lagarias, Jeffrey Hoffstein et Andrew Odlyzko.